# لجنة التحقيق الروسية
لجنة التحقيق للاتحاد الروسي (بالروسية: Следственный комитет Российской Федерации) المعروفة أيضًا باسم لجنة التحقيق الروسية (بالروسية: Следственный комитет России) هي وكالة رسمية حكومية (تابعة مباشرة لرئيس الدولة). بدأت هذه هيئة نشاطها رسمياً منذ عام 11 يناير 2011 بناء على أوامر من رئيس روسيا فلاديمير بوتين وهي مسؤولة عن الإجراءات الجنائية. عدد الموظفين: 21156 (2034+ موظف في سلطات التحقيق العسكرية). يرأسها حاليًا ألكسندر باستريكين.

## وصلات الإنترنت
(بالروسية)